# Леткість
Лéткість (англ. volatility; нім. Flüchtigkeit f) — термодинамічна величина, яка використовується для опису властивостей реальних газових сумішей. Вона дозволяє застосовувати рівняння, які відображають залежність хімічного потенціалу ідеального газу від температури, тиску й складу системи до компонента газової суміші, якщо в цих рівняннях замінити парціальний тиск на леткість. Тобто леткість — це «виправлена» пружність насиченої пари («виправлений» парціальний тиск) компонентів ідеальних газових сумішей. Від підстановки Л. у рівняння ідеальних газів або розчинів вони стають придатними для опису властивостей реальних вуглеводневих газів або розчинів. Для ідеального однокомпонентного газу леткість f дорівнює тиску р, для суміші ідеальних газів — парціальному тиску рі компонента, тобто fі = уірі, де уі — молярна частка і-го компонента в газовій суміші. Приблизна леткість f дорівнює добутку коефіцієнта стисливості z на тиск пари суміші р. Тобто за рівності фазових тисків і температур хімічні потенціали компонентів рівні леткості компонентів у фазах. Відношення леткості компонентів у паровій фазі fіг (аналогічно в рідинній фазі fір) до уір (аналогічно до хір, де хі — молярна частка і-го компонента в рідинній фазі) називається коефіцієнтом леткості компонента й у паровій фазі (аналогічно в рідинній фазі), тобто і, а відношення fір до xі fipo — коефіцієнтом активності, тобто, де fipo — леткість чистого компонента за температури суміші.
Леткість — здатність речовини, твердої або рідкої, легко випаровуватись, пов'язана з низькою точкою кипіння та високим тиском пари при даній температурі (найчастіше при нормальній).